# Sœurs de la Mère des Douleurs
Ne doit pas être confondu avec Sœurs de la Mère des Douleurs, servantes de Marie.
Les Sœurs de la Mère des Douleurs (latin : Instituti Sororum a Matre Dolorosa) est une congrégation religieuse enseignante et hospitalière de droit pontifical.

## Histoire
L'institut voit le jour en 1883 à Rome pour être la branche féminine de la Société du Divin Sauveur ; mais en raison de divers désaccords entre sœur Marie-Françoise de la Croix (1844-1911) et le Père François-Marie de la Croix Jordan, la congrégation se sépare des salvatoriens en 1885pour devenir autonome le 4 octobre 1885 avec l'autorisation de Léon XIII.
L'institut reçoit le décret de louange le 6 mars 1911 ; il est agrégé à l'ordre des frères mineurs le 9 février 1904.

## Activités et diffusion
Les sœurs se consacrent à l'enseignement, aux soins des malades et des personnes âgées. 
Elles sont présentes en:
- Europe : Italie, Autriche, Allemagne.
- Amérique : Brésil, États-Unis.
- Antilles : Grenade, République dominicaine, Sainte Lucie, Trinité-et-Tobago.
- Afrique : Tanzanie.

La maison généralice est à Rome.
En 2017, la congrégation comptait 250 sœurs dans 47 maisons.